# LIGA total! Cup de 2010
A LIGA total! Cup de 2010 foi a segunda edição deste torneio amistoso futebolístico realizado nos dias 31 de julho e 1 de agosto, na Veltins-Arena, em Gelsenkirchen. Esta edição, disputada por quatro equipes: Bayern de Munique, Hamburgo, Köln e Schalke 04, foi conquistada pelo Schalke 04 que derrotou o Bayern de Munique na decisão.

## Participantes
Os participantes desta edição estão listados a seguir:
- Bayern de Munique
- Hamburgo
- Köln
- Schalke 04

## Confrontos
Cada jogo foi composto por dois tempos de trinta minutos.
|  | Semifinais              | Semifinais        |   |             | Final          | Final |  |
|  |                         |                   |   |             |                |       |  |
|  | 31 de julho             |                   |   |             |                |       |  |
|  | Schalke 04              | 2                 |   |             |                |       |  |
|  | Hamburgo                | 1                 |   |             |                |       |  |
|  |                         |                   |   |             |                |       |  |
|  |                         |                   |   |             | 1 de agosto    |       |  |
|  |                         |                   |   |             | Schalke 04     | 3     |  |
|  |                         | Bayern de Munique | 1 |             |                |       |  |
|  |                         |                   |   |             |                |       |  |
|  |                         |                   |   |             |                |       |  |
|  |                         |                   |   |             | Terceiro lugar |       |  |
|  | 31 de julho             | 31 de julho       |   | 1 de agosto | 1 de agosto    |       |  |
|  | Bayern de Munique (pen) | 0 (3)             |   | Hamburgo    | 3              |       |  |
|  | Köln                    | 0 (1)             |   |             | Köln           | 0     |  |

### Semifinais
Todos os jogos estão no horário local (UTC+2)
| 31 de julho | Schalke 04          | 2 – 1     | Hamburgo          | Veltins-Arena, Gelsenkirchen               |
| 16:45       | Edu 42' · Jones 49' | Relatório | van Nistelrooy 6' | Público: 45 000 Árbitro: Thorsten Kinhöfer |

| 31 de julho | Bayern de Munique | 0 – 0     | Köln | Veltins-Arena, Gelsenkirchen               |
| 19:35       |                   | Relatório |      | Público: 42 000 Árbitro: Christian Fischer |

|                      |       | Penalidades  |  |
| Ottl Tymoshchuk Olić | 3 – 1 | Lanig Yalçın |  |

### Disputa do terceiro lugar
Todos os jogos estão no horário local (UTC+2)
| 1 de agosto | Hamburgo                                 | 3 – 0     | Köln | Veltins-Arena, Gelsenkirchen               |
| 16:45       | van Nistelrooy 27' · Kačar 36' · Son 55' | Relatório |      | Público: 40 000 Árbitro: Christian Fischer |

### Final
Todos os jogos estão no horário local (UTC+2)
| 1 de agosto | Schalke 04              | 3 – 1     | Bayern de Munique | Veltins-Arena, Gelsenkirchen               |
| 18:35       | Raúl 25', 33' · Edu 27' | Relatório | Mujić 6'          | Público: 38 236 Árbitro: Thorsten Kinhöfer |